# Tên lửa V-2
Tên lửa V-2 (tiếng Đức: Vergeltungswaffen 2, tức "Vũ khí trả thù 2") có tên gọi chính thức là A-4 (tiếng Đức: Aggerat 4, tức "Cỗ máy liên hợp 4"). Đây là tên lửa đạn đạo tác chiến đầu tiên trong lịch sử, được thử nghiệm lần đầu tiên ngày 13 tháng 6 năm 1942. Nhiên liệu: Cồn và oxygen lỏng. Nó có hình dạng của tên lửa đất đối đất hiện nay. Nó được chế tạo bởi một nhóm mà đứng đầu là tướng Walter Dornberger, với sự trợ giúp của Wernher von Braun (1912–1977) và Hermann Oberth.